# Koronararterien-Bypass

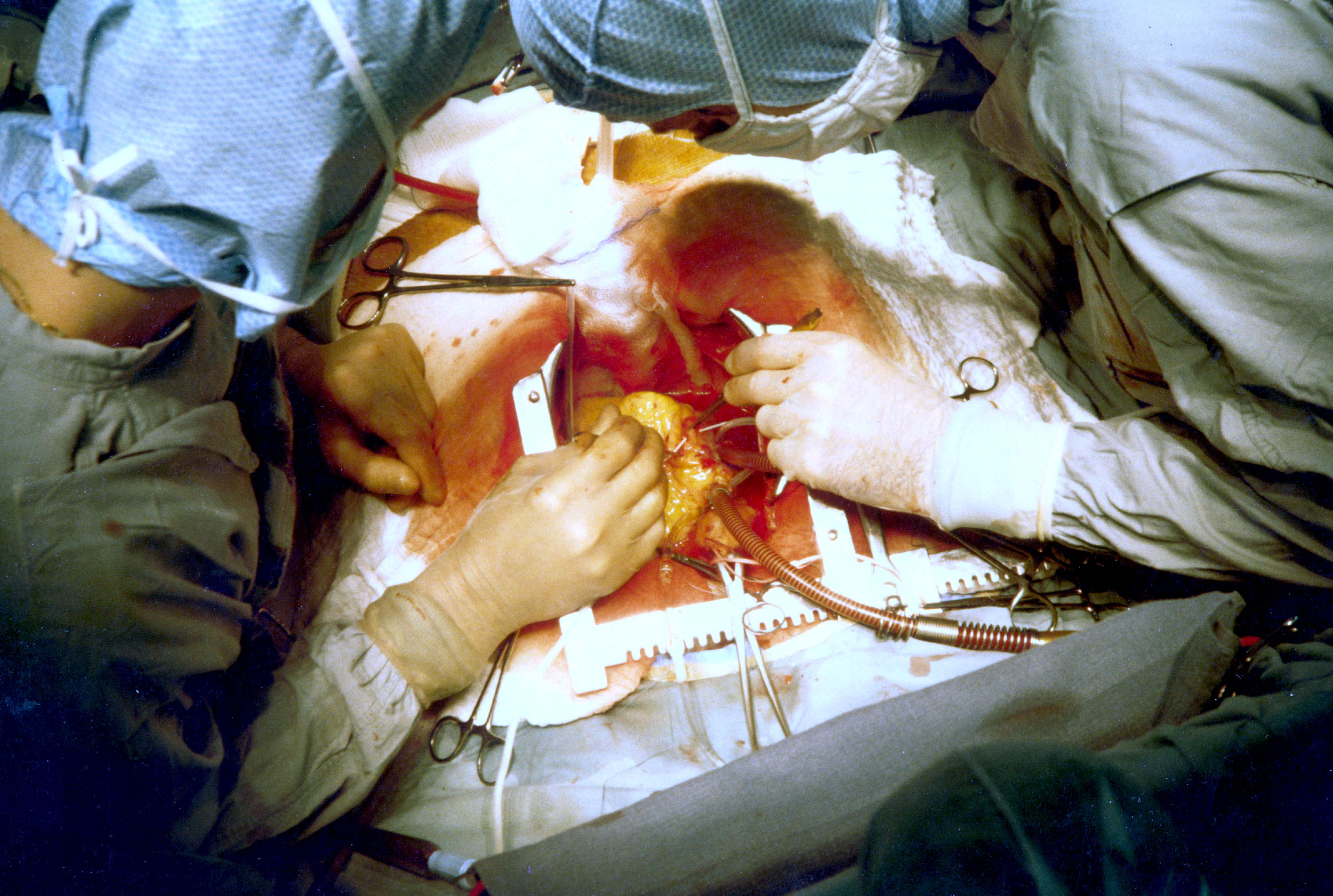
Bypass-Operation

Der Koronararterien-Bypass (englisch coronary artery bypass graft (CABG)) ist eine Blutgefäßbrücke, die durch Umgehung (englisch bypass) einer Verengung oder eines Verschlusses einer Koronararterie die Durchblutung des nachgeschalteten Gefäßabschnitts sicherstellen soll.

## Geschichte
Die erste Koronararterien-Bypassoperation wurde am 2. Mai 1960 am Albert Einstein College of Medicine-Bronx Municipal Hospital Center, USA, von einem Team unter Leitung von Robert Goetz und Michael Rohman und mit Hilfe von Jordan Haller und Ronald Dee durchgeführt. Im Jahr 1967 hatte der russische Herzchirurg Vasilii Ivanovich Kolesov bei fünf von sechs Patienten durch die erstmalige Anastomosierung der Arteria mammaria (Arteria thoracica interna sinistra) mit einer Herzkranzarterie therapeutischen Erfolg. Ab 1968 wurde der von Réne G. Favaloro und D. B. Effler in die Klinik eingeführte aortokoronare Bypass mit Verwendung eines Vena-saphena-Segments eine Routinemethode.
Zur Herstellung des Bypasses werden heute Arterien oder Venen verwendet. Da früher ausschließlich Venen verwendet wurden, hatte sich ursprünglich im deutschsprachigen Bereich der Begriff Aortokoronarer Venenbypass (englisch kurz ACVB) etabliert. Heutzutage ist auch die englische Abkürzung CABG für coronary artery bypass graft im Gebrauch.

## Durchführung
Der Zugang erfolgt standardmäßig durch Eröffnung des Brustkorbs über eine mediane Sternotomie, wobei keine Muskeln durchtrennt werden müssen und eine optimale Darstellung des Herzens gewährleistet ist. Die Rate lokaler Komplikationen beträgt 0,4 %, vor allem Wundheilungsstörungen und Wundinfekte. Selten werden minimal-invasive Zugangswege (minimally invasive direct coronary artery bypass, MIDCAB) oder der „total endoskopischen Koronararterien-Bypass“ (totally endoscopic coronary artery bypass, TECAB) verwendet.
Nach Abklemmen der aufsteigenden Aorta und Einsatz einer Herz-Lungen-Maschine wird das Herz mit einer kalten Kalium-reichen kardioplegischen Lösung perfundiert, um den für ein bis zwei Stunden notwendigen Herzstillstand zu induzieren. Die Operation wird selten auch ohne Herzlungenmaschine am schlagenden Herzen durchgeführt, was unabhängig vom Operationsrisiko eines Patienten die Häufigkeit eines postoperativen Schlaganfalls verringern soll, aber nicht Standardverfahren ist.
Der schwierigste Teil ist die Naht des Bypasses per Hand End-zu-Seit unterhalb der verstopften oder verschlossenen Stelle auf die Herzkranzarterie, meist mit Hilfe einer Vergrößerungsbrille. Anschließend wird der Bypass über eine Aortotomie End-zu-Seit an die herznahe aufsteigende Aorta genäht, außer bei Verwendung der linken Arteria thoracica interna, deren Aortenabgang belassen wird.
Die Operation dauert im Mittel drei bis vier Stunden, es schließt sich ein fünf- bis siebentägiger Krankenhausaufenthalt an (in den USA), und die vollständige Rekonvaleszenz benötigt sechs bis zwölf Wochen.

### Arterieller Bypass

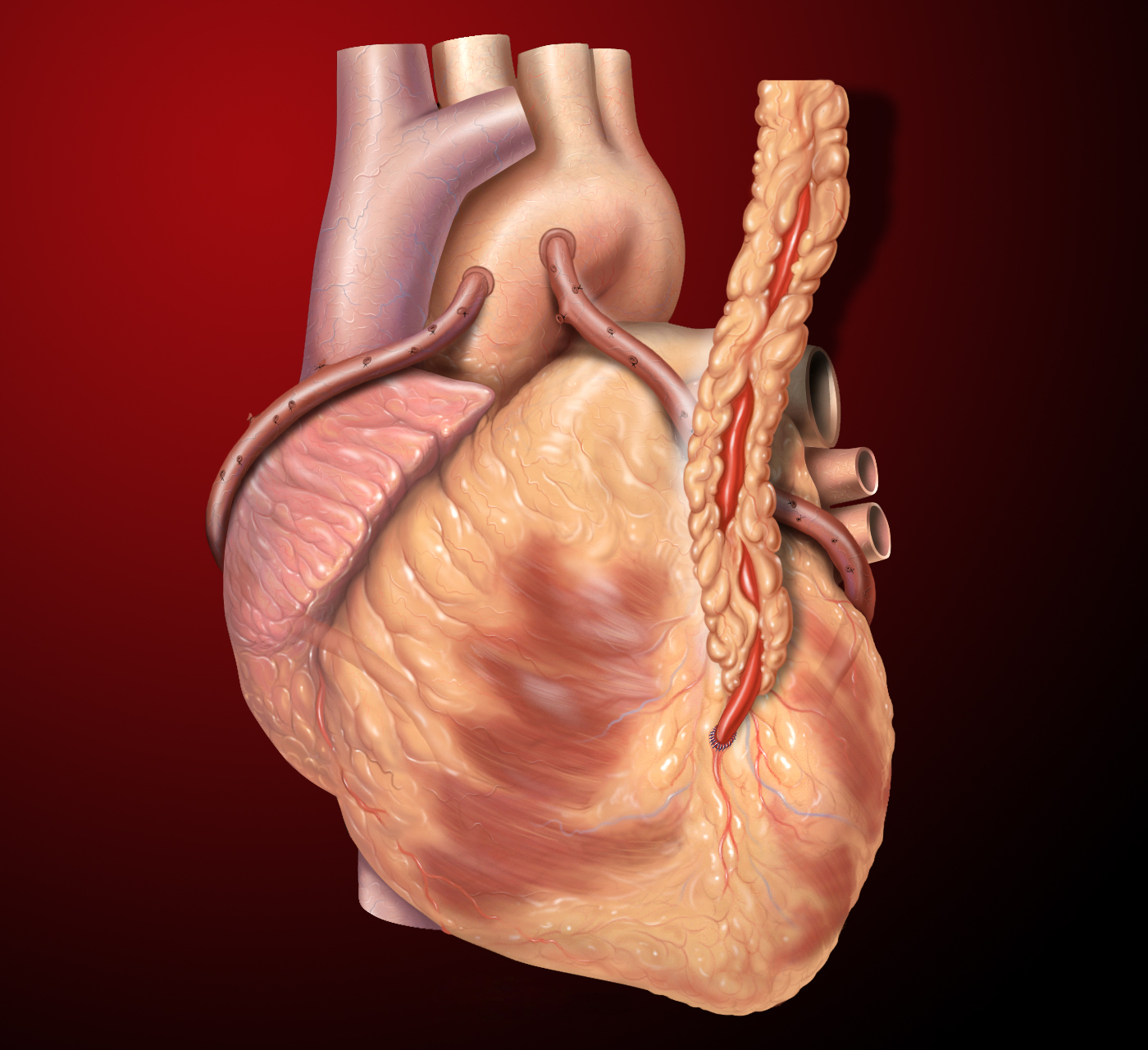
Darstellung eines häufigen Vorgehens bei koronarer Dreigefäßerkrankung mit Bypass von der linken Brustwandarterie auf den Ramus interventrikularis anterior und jeweils einem Venenbypass auf die rechte Koronararterie und einen Ast des Ramus circumflexus.

In der Regel wird die linke Brustwandarterie (Arteria thoracica interna, englisch left internal mammary artery, LIMA) wegen der räumlichen Nähe zur Versorgung des Ramus interventricularis anterior (RIVA, englisch left anterior descending artery) verwendet. Vorteil ist zum einen, dass der Gefäßabgang erhalten bleibt und so nur eine Seite des Bypasses anastomisiert werden muss, zum anderen die längere Lebensdauer dieses Bypasses. Ursache für die längere Lebensdauer sind neben dem natürlichen Abgang des Gefäßes (nur eine Anastomose) auch die Unterschiede in der Wandbeschaffenheit von Arterien und Venen.
In selteneren Fällen, vor allem bei Zweitoperationen, können auch die Arteria radialis, die Arteria thoracica interna der Gegenseite oder einer Arteria gastroomentalis verwendet werden. Die Verwendung dieser Arterien als Bypässe galt 2016 zumindest als erfolgversprechender als der Venenbypass, war jedoch bis dahin keine Standardprozedur.

### Venöser Bypass
Für einen Venenbypass bedient man sich meist einer der Venen des Beines (Vena saphena magna), welche von der Knöchelinnenseite bis zur Leiste verläuft. Diese werden wie auch der Arteria-radialis-Bypass an der Aorta ascendens angenäht und dann mit dem erkrankten Gefäß verbunden. Seltener wird auch ein sogenannter Sequenzialbypass verwendet, bei dem eine Vene zunächst mit einem Gefäß anastomosiert wird und dann zusätzlich beispielsweise noch mit einem Seitenast.
Häufige Lokalisationen für einen Venenbypass sind die rechte Koronararterie (RCA) und der Ramus circumflexus (RCX).

## Risiken und Komplikationen
Nach Daten aus den USA beträgt das Risiko während oder als Folge der Operation zu versterben rund 2 %. Bei rund 1–2 % der Patienten tritt ein Schlaganfall auf. Prädiktoren, welche das Schlaganfallrisiko über die Gesamtpopulation der Patienten erhöhen, sind hohes Alter, Zuckerkrankheit, durchgemachter Schlaganfall und Gefäßverkalkung der Aorta. Komplikationen des Verschlusses der Sternotomiewunde wie zum Beispiel Infektionen werden mit rund 0,4 % beziffert. Bei rund vier Prozent der Patienten verbleibt ein dauerhaft dialysepflichtiges Nierenversagen. Besonders gefährdet sind Patienten mit vorher bestehender Niereninsuffizienz. Bei Patienten, welche am schlagenden Herz operiert wurden, zeigt sich diese Komplikation seltener.
Eine weitere Komplikation ist das Postkardiotomiesyndrom, eine Entzündungsreaktion des Herzens, die dem Dressler-Syndrom ähnlich ist. Ein Versuch, die Schädigung des Herzens durch die Ischämie bei der Operation zu vermindern, ist die Präkonditionierung des Herzens.

## Koronararterien-Bypass oder PTCA
Es wird in Fachkreisen kontrovers diskutiert, ob die Versorgung der koronaren Herzkrankheit mit einem Koronarbypass gegenüber der kathetergestützten perkutanen transluminalen Koronarangioplastie (PTCA) zu bevorzugen ist. Die aktuellen Leitlinien der Europäischen kardiologischen Gesellschaft zur Revaskularisierung geben für Patienten mit einer oder zwei betroffenen Koronararterien ohne Beteiligung des linken Hauptstamms die Empfehlung, bevorzugt mittels PTCA zu behandeln. Für alle anderen Patienten (insbesondere solche, die an Diabetes Mellitus leiden) gilt eine höhergradige Empfehlung zur operativen Versorgung mit einem Koronararterien-Bypass.